# Вали-Сан-Франсискану-да-Баия (мезорегион)
Вали-Сан-Франсискану-да-Баия (порт. Mesorregião do Vale São-Franciscano da Bahia) — административно-статистический мезорегион в Бразилии, входит в штат Баия. Население составляет 964 405 человек (на 2010 год). Площадь — 114 628,417 км². Плотность населения — 8,41 чел./км².

## Демография
Согласно сведениям, собранным в ходе переписи 2010 г. Национальным институтом географии и статистики (IBGE), население мезорегиона составляет:
| Полное население                            | Полное население                            | Полное население                            | Полное население                            | 964 405 |
| ------------------------------------------- | ------------------------------------------- | ------------------------------------------- | ------------------------------------------- | ------- |
| в том числе:                                | Городское население                         | 588 413                                     | Процент городского населения, %             | 61,01   |
|                                             | Сельское население                          | 375 992                                     | Процент сельского населения, %              | 38,99   |
|                                             | Мужское население                           | 482 636                                     | Процент мужского населения, %               | 50,04   |
|                                             | Женское население                           | 481 769                                     | Процент женского населения, %               | 49,96   |
| Плотность населения, чел/км²                | Плотность населения, чел/км²                | Плотность населения, чел/км²                | Плотность населения, чел/км²                | 8,41    |
| Население мезорегиона в % к населению штата | Население мезорегиона в % к населению штата | Население мезорегиона в % к населению штата | Население мезорегиона в % к населению штата | 6,88    |

## География
На территории мезорегиона на реке Сан-Франсиску расположено крупное водохранилище Собрадинью и одноимённая ГЭС в муниципалитете Собрадинью.

## Статистика
- Валовой внутренний продукт на 2003 год составляет 3 525 733 760,00 реалов (данные: Бразильский институт географии и статистики).
- Валовой внутренний продукт на душу населения на 2003 год составляет 3833,64 реалов (данные: Бразильский институт географии и статистики).
- Индекс развития человеческого потенциала на 2000 год составляет 0,638 (данные: Программа развития ООН).

## Состав мезорегиона
В мезорегион входят следующие микрорегионы:
1. Барра
2. Бон-Жезус-да-Лапа
3. Жуазейру
4. Паулу-Афонсу